# Gmina Mörbylånga
Gmina Mörbylånga (szw. Mörbylånga kommun) – gmina w Szwecji, w regionie Kalmar, na wyspie Olandia. Siedzibą jej władz jest Mörbylånga.
Gminę zamieszkuje 13 403 osób, z czego 51,14% to kobiety (6854) i 48,86% to mężczyźni (6549). W gminie zameldowanych jest 202 cudzoziemców. Na każdy kilometr kwadratowy przypada 20,09 mieszkańca. Pod względem wielkości gmina zajmuje 146. miejsce.